# Hypocrita bleuzeni
Hypocrita bleuzeni là một loài bướm đêm thuộc phân họ Arctiinae, họ Erebidae.